# Stuttgarter Kammerorchester

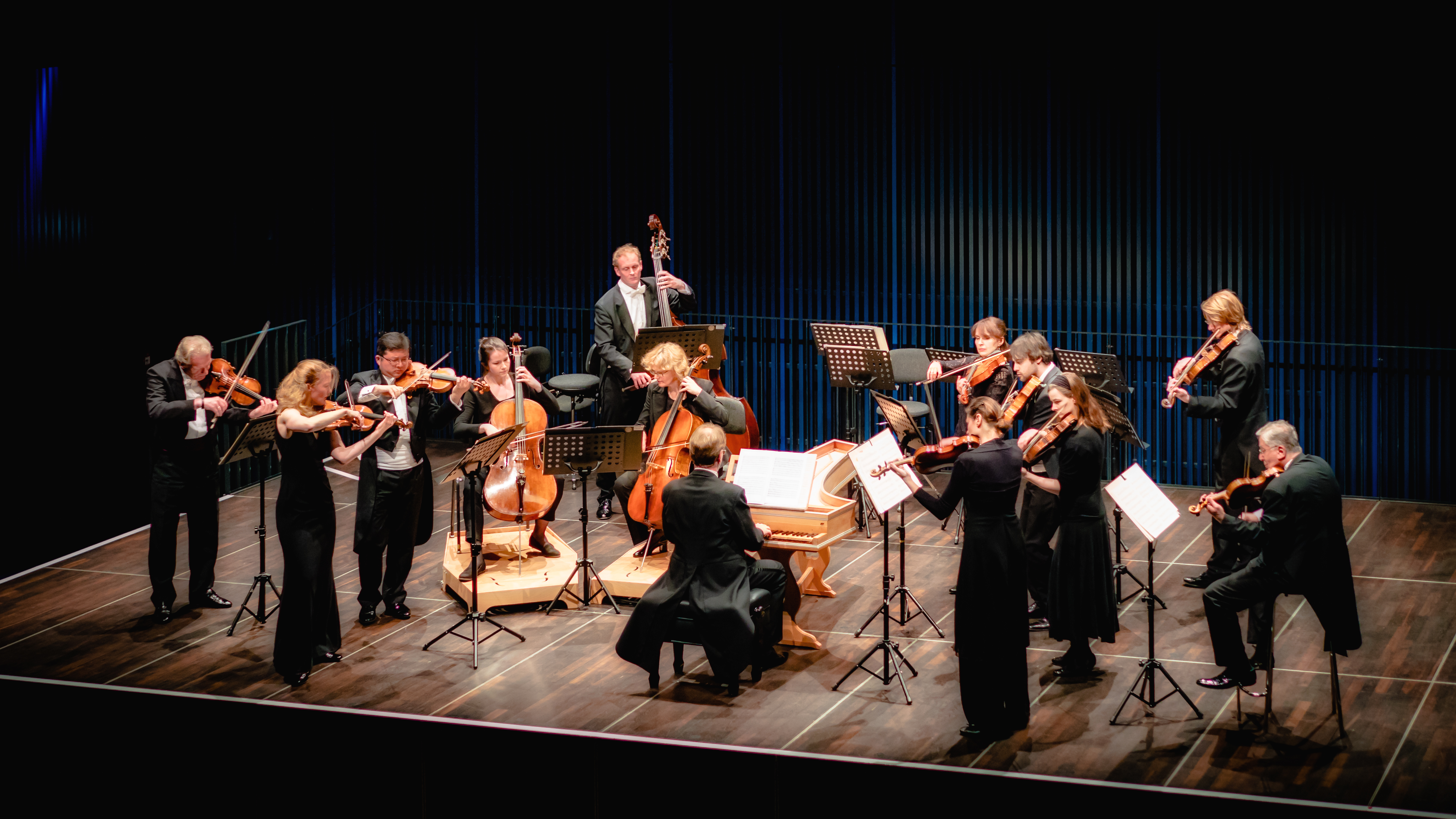
Das Stuttgarter Kammerorchester unter der Leitung von Susanne von Gutzeit (2018)

Das Stuttgarter Kammerorchester (SKO) wurde 1945 von Karl Münchinger gegründet und ist eines der ältesten Kammerorchester weltweit  mit Sitz in Stuttgart. Chefdirigent ist seit 2019 Thomas Zehetmair, Künstlerischer Partner ist Jörg Widmann. Geschäftsführender und künstlerischer Intendant ist seit 2017 Markus Korselt.

## Geschichte

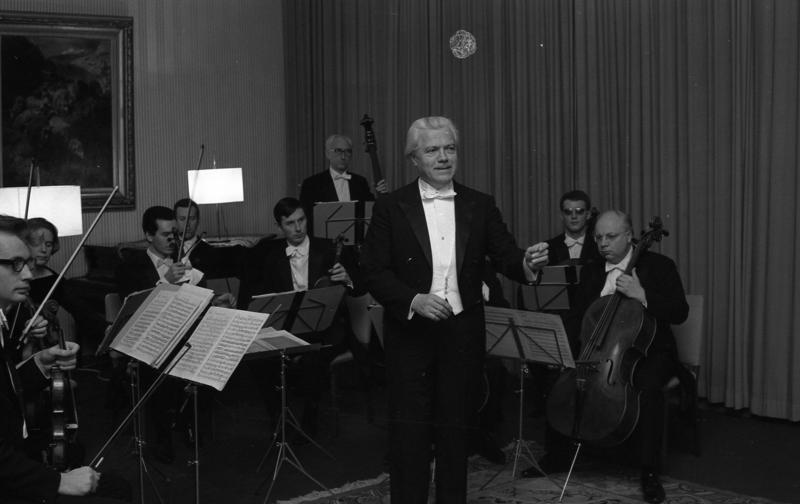
Das Stuttgarter Kammerorchester unter der Leitung von Karl Münchinger (1968)

Das Orchester wurde 1945 von Karl Münchinger gegründet. In dieser Zeit war das Orchester in erster Linie durch die Interpretation von Werken Johann Sebastian Bachs und Wolfgang Amadeus Mozarts bekannt. Erste Schallplattenaufnahmen erfolgten bereits im Jahr 1949. Dennis Russell Davies erweiterte von 1995 bis 2006 als Chefdirigent das Orchesterrepertoire insbesondere um Werke des 20. Jahrhunderts. Er ist dem Orchester weiterhin als Ehrendirigent verbunden.
Das Orchester unternimmt regelmäßig international Tourneen und Gastspielreisen und tritt in seinen Konzerten und Projekten sowohl in der Originalbesetzung mit 17 Streichern als auch in sinfonischer Besetzung auf.
Zahlreiche international bekannte Solisten konzertierten mit dem Ensemble. Zu diesen zählen unter anderem Kolja Blacher, Julia Fischer, Daniel Hope, Steven Isserlis, Patricia Kopatchinskaja, Daniel Müller-Schott, Fazıl Say, Hélène Grimaud, Paul Meyer, Ian Bostridge, Renaud Capuçon, Gautier Capuçon, Nicolas Altstaedt, Christian Zacharias, Martin Fröst, Emmanuel Pahud, Fabio Biondi und Martynas Levickis.
Das Repertoire reicht heute von Werken des Barock bis hin zur zeitgenössischen Musik. Das Orchester brachte verschiedene Auftragskompositionen zur Uraufführung. Dabei kommt es, zum Beispiel in der Konzertreihe Sternstunden, auch zum Überschreiten von Genregrenzen mit Künstlern aus Jazz und elektronischer Musik sowie mit den Kunst-Bereichen Literatur und Tanz.
In langjähriger Zusammenarbeit mit der Kulturgemeinschaft Stuttgart werden jährlich eine Reihe von Abonnements-Konzerten sowie das traditionelle Dreikönigskonzert am 6. Januar veranstaltet.
Seit 2015 entwickelt das Orchester das Musikvermittlungprogramm SKOhr-Labor. Dessen Programme haben das Ziel, Kindern und Jugendlichen unterschiedlicher Herkunft in genau zugeschnittenen Musik-Projekten auf ihrem Weg zu unterstützen. Das Projekt wurde 2020 mit dem Preis „The Power of the Arts“ ausgezeichnet. Auf dem Gebiet der Digitalisierung entstehen seit 2018 außerdem Projekte mit Virtueller Realität, Künstlicher Intelligenz, Music Games und Hologramm-Konzerten.
Kooperationen bestehen zum Beispiel mit der Hochschule für Musik und Darstellende Kunst Stuttgart. Das Orchester wird unter anderem von der Stadt Stuttgart und vom Land Baden-Württemberg gefördert.

## Chefdirigenten
- 1945–1987: Karl Münchinger
- 1990–1995: Martin Sieghart
- 1995–2006: Dennis Russell Davies (Ehrendirigent)
- 2006–2013: Michael Hofstetter
- 2016–2019: Matthias Foremny
- seit 2019: Thomas Zehetmair

## Auszeichnungen
- 2008: Europäischer Kammermusikpreis der Europäischen Kulturstiftung „Pro Europa“
- 2020: Preis „The Power of the Arts“ für das Education-Projekt „Himmel über Adelsheim – eine Knastoper“
- 2018: Exzellente Orchesterlandschaft Deutschland

## Trivia
Als nach eigenen Angaben erstes Berufsorchester in Deutschland stieg das Stuttgarter Kammerorchester auf digitale Noten um. Am 10. April 2022 führten sie ihr erstes Konzert auf, bei dem alle Musiker Tablets statt Notenblättern einsetzten. Außerhalb Deutschlands hatten dies 2012 bereits die Brüsseler Philharmoniker erprobt.